# Avernói-tó
Az Avernói-tó avagy Avernusi-tó (olaszul Lago d'Averno) egy krátertó Dél-Olaszországban, Campania régióban, 4 km távolságra északnyugati irányban Pozzuoli városától, a Campi Flegrei területén. A tó nagyjából kör alakú, átmérője 2 km, legnagyobb mélysége 60 m.
A tó különös jelentőséggel bírt a rómaiak körében, akik úgy tartották, hogy itt volt az alvilág bejárata. Neve a görög eredetű aornos szóból származik, melynek jelentése „madár nélküli”. Ennek eredetét azzal magyarázzák, hogy a tó felett alacsony repülő madarak elpusztultak a belőle felszálló vulkáni eredetű kénes gázok miatt. A római írók körében az Avernus szót az alvilág szinonimájaként használták. Vergilius hőse Aeneas a történet szerint egy, a tó mellett lévő barlangon keresztül jutott el az alvilágba.
Tudományosan nem bizonyítottak a tóból felszálló gázok, de valószínű, hogy a Campi Flegrei vulkanizmusának utóműködéseihez kapcsolódik.
Gyilkos híre ellenére a rómaiak számos villát építettek partjai mentén. A tavat megszemélyesítő istent part menti templomokban imádták.
I. e. 37-ben Marcus Vespasianus Agrippa római tábornok Portus Julius (Julius Caesar után) néven katonai támaszponttá alakította a római flotta számára. A tavat egy csatornával kötötte össze a Lucrinói-tóval, amelyet megnyitott a tenger felé.
A tó partját egy 1 km hosszú földalatti folyosó, a Cocceio barlangja kötötte össze Cumae-val, melyben harci szekerek is közlekedhettek. Ez volt a történelem első földalatti útvonala és egészen az 1940-es évekig használatban volt.

## Fordítás
- Ez a szócikk részben vagy egészben  a   Lake Avernus című angol Wikipédia-szócikk ezen változatának fordításán alapul.  Az eredeti cikk szerkesztőit annak laptörténete sorolja fel. Ez a jelzés csupán a megfogalmazás eredetét és a szerzői jogokat jelzi, nem szolgál a cikkben szereplő információk forrásmegjelöléseként.